# Parvarchaeota
Parvarchaeota je kmen patřící do domény Archea.

## Taxonomie
Dle taxonomie Národního centra pro biotechnologické informace (NCBI) je tento kmen součástí skupiny DPANN společně s kmeny Diapherotrites, Woesearchaeota, Pacearchaeota, Aenigmarchaeota, Nanohaloarchaeota a Nanoarchaeota. Zástupce kmene Parvarchaeota označujeme „Candidatus Parvarchaeales“. Status „candidatus“ je prozatímní označení přiřazované dobře charakterizovaným mikroorganismům, které ale nejsme schopni získat v čisté kultuře v laboratorních podmínkách.

## Charakteristika
Zástupci kmene Parvarchaeota mají relativně malý genom, jehož velikost je odhadována na 0,53–0,76 Mb. Jejich metabolické schopnosti jsou omezené, postrádají například metabolické dráhy pro syntézu nukleotidů a aminokyselin. Bylo prokázáno, že studovaní zástupci žijí v blízkosti jedinců z řádu Thermoplasmatales, kteří mohou potenciálně poskytovat potřebné aminokyseliny. Disponují metabolickými drahami, jako je glykolýza, citrátový cyklus, elektronový transportní řetězec a několik cest pro degradaci polysacharidů, které se obvykle nenacházejí u jiných zástupců skupiny DPANN.

## Výskyt
Parvarchaeota se vyskytují v extrémních podmínkách s nízkým pH a vysokým obsahem těžkých kovů, např. v horkých pramenech nebo kyselé důlní drenáži.
První zástupci kmene Parvarchaeota, společně se zástupci kmene Micrarchaeota, byli objeveni v acidofilních biofilmech v bývalém dole Richmond (Iron Mountain, Kalifornie, ve Spojených státech amerických). Kvůli tomuto nalezišti se Parvarchaeota řadí do skupiny mikroorganismů označovanou zkratkou ARMAN (Archaeal Richmond Mine Acidophilic Nanoorganisms). Parvarchaeota obývají zřejmě užší škálu biotopů než Micrarchaeota, která se vyskytují kromě horkých pramenů a kyselého prostředí také na místech se zvýšenou radioaktivitou nebo v běžnějších podmínkách, jako jsou například běžné odpadní vody.